# 西賀茂橋

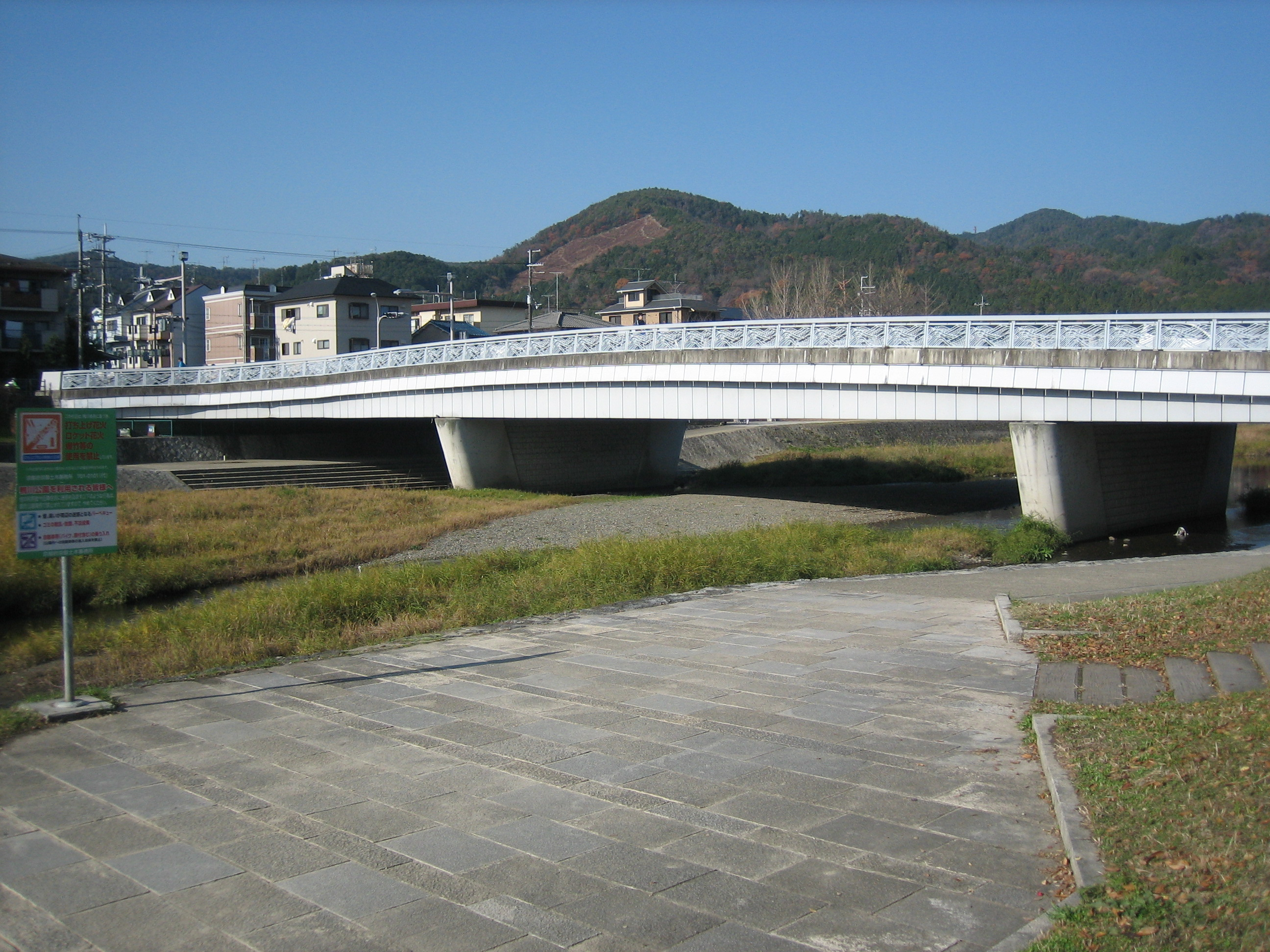
西賀茂橋

西賀茂橋（にしがもばし）は、京都市北区の鴨川（賀茂川）に架かる船岡東通の橋である。

## 概要

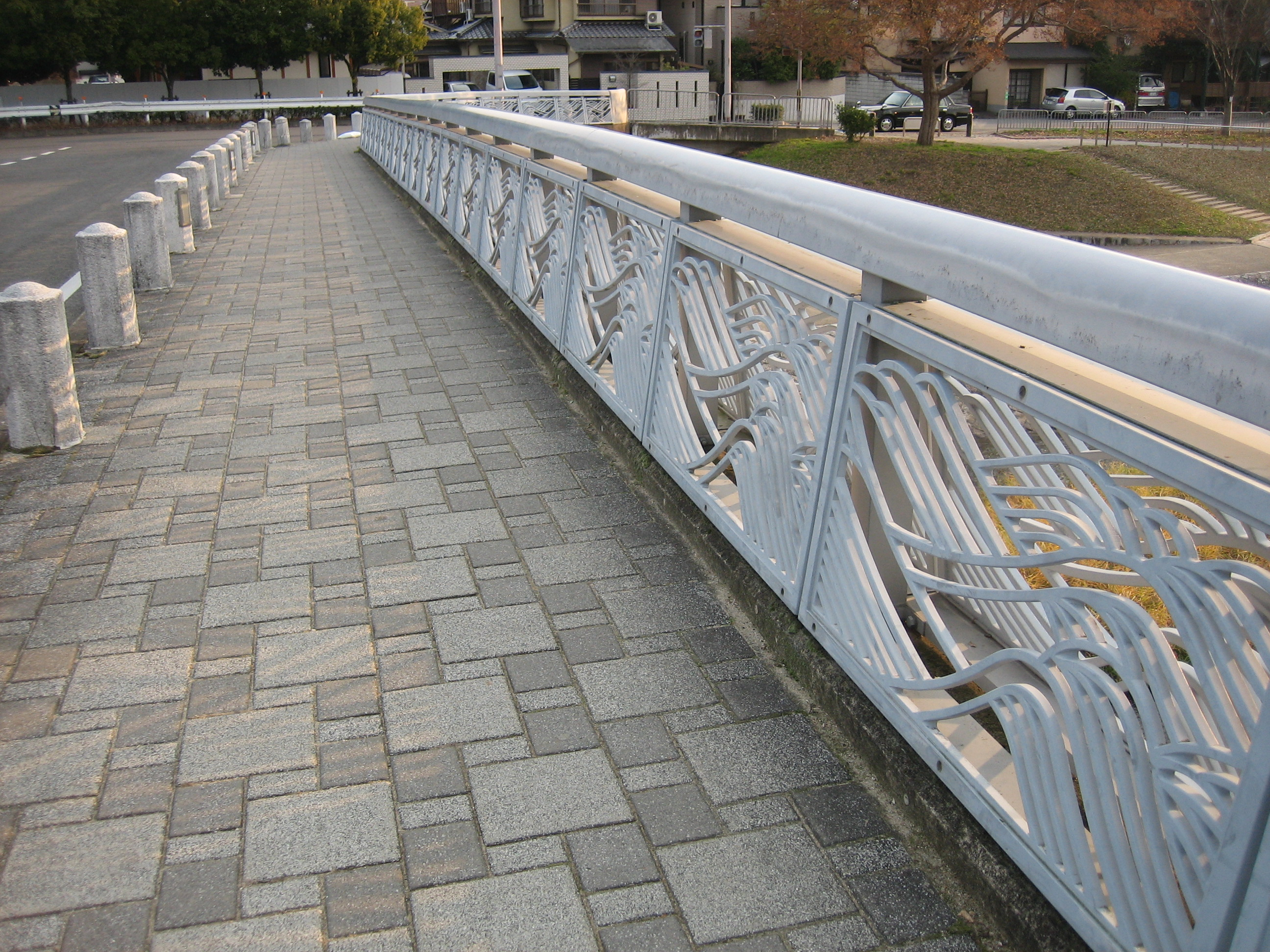
西賀茂橋の欄干デザイン

賀茂川通学橋と御薗橋（御薗橋通）の間に位置する。
1991年に架設され、橋長は78m、有効幅員は15m。川の中に2つの橋脚がある。東行1車線、西行2車線（右側車線は右折専用レーン）の車道およびその外側に歩道が設けられている。舟形万灯籠で有名な西賀茂船山など周辺の自然景観との調和をはかるために、曲線美にこだわった欄干を配し、かつ橋全体を青灰色の抑えた色で構成させた。
護岸は階段状に造られ、簡単に川へ降りることができる。対岸へ歩いて渡れる飛び石も、橋直下の南北にそれぞれ設けられ、親水性が図られている。
架設により、橋を渡って京都市営バス西賀茂車庫前の停留所を利用できるようになり、鴨川左岸住民に対する交通の便が飛躍的に向上した。
毎年8月には西賀茂橋の護岸河川敷で、北区民の夏まつり「ふれあい金魚とり大会」、柊野（ひらぎの）学区民のイベント「柊野まつり」が開催される。

## 歴史
西賀茂橋のある柊野周辺は、長らく田園地域であった。高度経済成長期を経て宅地造成が進み、人口も増加。しかし、志久呂橋と御薗橋の間、1675mにわたって車両の通行できる橋がなく、この地域の鴨川左岸から市内中心地へ向かうための御薗橋に渋滞が常時発生し、バイパス機能を備えた新しい橋の架設が期待されていた。

## 周辺施設
- エムケイ (タクシー会社)
- 京都市営バス西賀茂営業所
- 京都産業大学
- 京都府道38号京都広河原美山線